# إحصاءات جرينلاند
إحصاءات جرينلاند (بالجرينلاندية: Kalaallit Nunaanni Naatsorsueqqissaartarfik، وبالدنماركية: Grønlands Statistik)، هي مؤسسة الإحصاء المركزية في جرينلاند، وتعمل تحت إشراف حكومة الحكم الذاتي الجرينلاندية بالتعاون مع وزارة المالية. مقرها في مدينة نوك عاصمة جرينلاند. تأسست المنظمة في 19 يوليو عام 1989 من قِبل حكومة جرينلاند.